# Phobolosia reincarnata
Phobolosia reincarnata är en fjärilsart som beskrevs av Dyar 1908. Phobolosia reincarnata ingår i släktet Phobolosia och familjen nattflyn. Inga underarter finns listade i Catalogue of Life.